# プロスペクト (スポーツ)
プロスペクト（英: prospect）は、将来の活躍が期待できる若手スポーツ選手のこと。

## 野球
アメリカのメジャーリーグベースボール (MLB) では、ベースボール・アメリカやMLB公式サイトが各球団の有望な若手選手をリポートし、プロスペクトのランキングを発表している。ランキングは球団別、リーグ別、全体順位に分かれている。アメリカでプロスペクトが注目される理由として、MLBに昇格するまでの育成期間が平均5年と長いことや、ファンタジーベースボールなどのシミュレーションゲームをプレイするファンが若手有望選手のデビューを期待していることが挙げられる。
日本では、野球のデータ分析を行うDELTAが、将来高いWARが期待できる若手選手のランキングを発表している。また、四国アイランドリーグ（現・四国アイランドリーグplus）が発足初年度の2005年に、所属選手のNPB入りに向けた能力ランキングとしてプロスペクトを発表したことがあった。